# Nita Ney
Nita Ney, nome artístico de Marcelle Nita Strada (Paris, 08 de novembro de 1908 - Rio de Janeiro,1996) foi uma atriz brasileira. 

## Biografia
Filha de imigrantes radicados no Rio de Janeiro, Nita Ney ingressou na carreira artística através da dança, como aluna da professora russa Maria Ollenewa, tendo aulas junto com sua irmã Yvonne Strada. Sua estreia no cinema se dá como figurante no filme O Dever de Amar, uma produção de Paulo Benedetti, dirigida por Vittorio Verga, em 1924. Quatro anos depois sua vida mudaria completamente ao ser escalada pelo diretor Humberto Mauro para ser a protagonista do clássico Brasa Dormida, em 1928. E essa escalação se deu acidentalmente, já que Mauro foi à casa dos pais da futura estrela, na verdade, em busca da irmã Yvonne, mas ficou impressionado com a beleza de Nita Ney. 

## Filmografia[3]
| Ano  | Título           | Personagem  |
| ---- | ---------------- | ----------- |
| 1945 | Vidas Solidárias | —           |
| 1929 | Sangue Mineiro   | Neusa       |
| 1928 | Brasa Dormida    | Anita Silva |
| 1924 | O Dever de Amar  | —           |